# Księstwo wieluńskie
Księstwo wieluńskie (łac. Ducatus Velumensis) – księstwo istniejące na ziemi wieluńskiej w latach 1370–1391.

## Historia
W 1370 roku król Polski Ludwik Węgierski nadał ziemię wieluńską Władysławowi Opolczykowi jako lenno, obejmujące ziemię rudzką i okolice od Ostrzeszowa do Olsztyna. Terytorium księstwa poszerzono jeszcze, nadaniem z 1378 roku, o obszar z grodami Bobolice, Brzeźnica, Krzepice i Olsztyn. Księstwo podzielono także na okręgi: bolesławski, brzeźnicki, krzepicki, olsztyński, ostrzeszowski i wieluński, gdzie rezydowali burgrabiowie i podsędkowie. Na co dzień zarządzał księstwem starosta.
Odłączenie ziemi wieluńskiej od Korony wywołało niezadowolenie szlachty, która reinkorporację tej ziemi stawiała jako warunek przy wyborze na króla Jadwigi oraz Władysława II Jagiełły. Sytuacja polityczna skłoniła Opolczyka do zawierania sojuszy z krzyżakami. W 1391 roku Jagiełło podjął wyprawę zbrojną i uderzył na nieprzygotowanego do wojny Władysława Opolczyka zajmując Wieluń i wcielając go do Polski wraz z większością ziemi wieluńskiej. W 1401 roku Jagiełło włączył do Polski pozostałą, zachodnią część dawnego księstwa z miastami Ostrzeszowem i Bolesławcem.
Od tego czasu ziemia wieluńska dzieliła się na powiaty powiat wieluński i ostrzeszowski, które stanowiły część województwa sieradzkiego.